# Конкурс молодых танцоров «Евровидение-2015»
Евровидение для молодых танцоров 2015 (англ. Eurovision Young Dancers 2015) — 14-й конкурс молодых танцоров «Евровидение», который прошёл в Чехии в 2015 году. Финал конкурса состоялся 19 июня 2015 года на сцене «Нового театра» в чешском городе Пльзень. Победу на конкурсе одержала участница из Польши Виктория Новак, а Словения заняла второе место.
Конкурс проводила чешская национальная телекомпания ČT при контроле организатора Европейского вещательного союза. В конкурсе участвовали 10 стран. От участия в конкурсе в этом году отказалась Армения, Белоруссия и Украина — помимо ещё 22 стран, имеющих право на участие, но переставших участвовать ранее. О возвращении на конкурс заявила Словакия. Также состоялся дебют Албании и Мальты.

## Место проведения
23 апреля 2014 года Европейский вещательный союз объявил на официальном сайте конкурса, что Чехия примет четырнадцаатый конкурс танцев «Евровидение для молодых танцоров». Выбор был обусловлен тем, что Пльзень является Культурной столицей Европы в 2015 году. Также для Чехии это стало первым мероприятием под эгидой Евровидения.
29 ноября 2014 года на официальном сайте конкурса было объявлено, что конкурс пройдет на сцене «Нового театра», открытие которого состоялось 2 сентября 2014 года..
«Новый театр» - это новая сцена «Театра имени Тыла», которая была построена в 2012-2014 годы, и имеет вместимость 461 зрителей.

## Формат
К участию в Конкурсе допускаются танцоры в возрасте от 16 лет до 21 года. Причем участниками могут стать только соло-танцовщики, не задействованные на профессиональной основе и имеющие образование классической или современной танцевальной школы, владеющие базовыми навыками классического балета.
Во время конкурса каждый участник должен исполнить один сольный танец, продолжительность которого должна составлять не более 1 минуты 30 секунд. Музыку и стиль танца участник выбирает по своему усмотрению. Также в шоу представляется групповой танец, постановку которого осуществляют хореографы конкурса. Групповой танец исполняется участниками, разделёнными на две группы.
Два участника, набравшие по решению профессионального жюри наибольшее количество баллов, исполнят в финале танец-дуэль, включающий в себя элементы сольного и группового номеров. Среди них и определяется победитель.

### Количество стран
В конкурсе может участвовать максимум 14 стран, но для проведения конкурса количество стран должно составлять минимум 10 стран. Всего в конкурсе приняли участие 10 стран. От участия в конкурсе в этом году отказалась Армения, Белоруссия и Украина — помимо ещё 22 стран, имеющих право на участие, но переставших участвовать ранее. О возвращении на конкурс заявила Словакия. Также состоялся дебют Албании и Мальты.

### Ведущий
Ведущим стал Либор Боучек. Об этом 10 марта 2015 года заявил чешский вещатель «ČT». 
Боучек известный чешский телеведущий, свободно говорящий на чешском и английском языках, и имеет опыт с организацией живых мероприятий, последним из которых является Чемпионат Европы по лёгкой атлетике 2014.

### Состав жюри
- Зинаида Яновски (Победительница конкурса танцев «Евровидение для молодых танцоров 1993»)
- Джордж Бабеничек
- Александра Ланде

## Участники
| №  | Страна     | Участник         | Танец                         | Результат             |
| -- | ---------- | ---------------- | ----------------------------- | --------------------- |
| 1  | Словения   | Сташа Тушар      | «Gardenfound»                 | Выход в следующий тур |
| 2  | Норвегия   | Трин Лис Мо      | «Flux»                        | —                     |
| 3  | Словакия   | Валерия Сташкова | «La Esmeralda»                | —                     |
| 4  | Мальта     | Антея Заммит     | «Tiċrita — Tear Apart»        | —                     |
| 5  | Нидерланды | Тайс Хогенбум    | «Variation of the Male Flame» | —                     |
| 6  | Польша     | Виктория Новак   | «Piece in Old Style»          | Выход в следующий тур |
| 7  | Албания    | Клаудио Бегай    | «Scream of Life»              | —                     |
| 8  | Швеция     | Агнес Клапп      | «L’après midi»                | —                     |
| 9  | Германия   | Томас Роэ        | «Senses»                      | —                     |
| 10 | Чехия      | Елена Новачкова  | «Soldier On My Own»           | —                     |

### Финальная дуэль
| Страна   | Участник       | Результат    |
| -------- | -------------- | ------------ |
| Словения | Сташа Тушар    | Второе место |
| Польша   | Виктория Новак | Победа       |

## Другие страны

### Отказались от участия
- Армения — 30 января 2015 года армянский телеканал Армения 1 сообщил, что страна не примет участие в конкурсе 2015 года[11].
- Беларусь — 26 февраля 2015 года белорусский вещатель Белтелерадиокомпания сообщил, что Белоруссия не примет участие в конкурсе 2015 года[12].
- Бельгия — 3 декабря 2014 года бельгийский фламандоязычный телеканал VRT сообщил, что телеканал не имеет планов в ближайшее время вернутся на конкурс[13].
- Великобритания — 2 октября 2014 года BBC объявил приём заявок на телешоу «Young Dancer 2015», правила которого схожи с правилами конкурса[14][15]. По информации нескольких сайтов это шоу является национальным отбором, и Великобритания вернётся на конкурс, после последнего участия в 2005 году. Однако чуть позже BBC опровергло слухи о возвращении на конкурс[16].
- Ирландия — 28 ноября 2014 года ирландский телеканал RTÉ сообщил, что телеканал не имеет планов в ближайшее время вернутся на конкурс[17].
- Кипр — 5 декабря 2014 года кипрский национальный вещатель CyBC объявил, что страна возможно вернётся на конкурс[18]. Однако 7 апреля 2015 года по официальному списку стран-участниц, было выявлено, что Кипр не будет участвовать в конкурсе 2015 года[19].
- Латвия — 5 марта 2015 года латвийский национальный вещатель LTV объявил, что они не имеют намерений возвращаться на конкурс в ближайшее время[20].
- Украина — 19 февраля 2015 года было подтверждено, что украинская вещательная компания NTU решила отказаться от участия в конкурсе по причине финансовых и политических нестабильностей в стране[21].
- Финляндия — 10 декабря 2014 года финский телеканал YLE сообщил, что Финляндия не вернётся на конкурс 2015 года[22].
- Хорватия — 30 января 2015 года хорватский телеканал HRT сообщил, что Хорватия не вернётся на конкурс 2015 года[23].